# Rigoberto Cisneros
Rigoberto Cisneros Dueñas, né le 15 août 1953 à Mexico au Mexique, est un joueur de football international mexicain, qui évoluait au poste de défenseur.

## Biographie

### Carrière en club
Il joue 165 matchs en première division mexicaine, inscrivant 10 buts, entre 1975 et 1982.
Il remporte un titre de champion du Mexique, et une Supercoupe du Mexique, avec le Deportivo Toluca.

### Carrière en équipe nationale
Il joue huit matchs en équipe du Mexique, inscrivant un but, entre 1977 et 1980.
Il figure dans le groupe des sélectionnés lors de la Coupe du monde de 1978. Lors du mondial organisé en Argentine, il joue un match contre la Pologne.

## Palmarès
Deportivo Toluca
- Championnat du Mexique (1) :
  - Champion : 1974-75.

- Supercoupe du Mexique (1) :
  - Vainqueur : 1975.